# طال بيرمان
طال بيرمان (بالعبرية: טל ברמן‏) هو مقدم تلفزيوني إسرائيلي، ولد في 11 ديسمبر 1973 في تل أبيب في إسرائيل.

## وصلات خارجية
- طال بيرمان على موقع IMDb (الإنجليزية)